# Tweekleurige mees
De tweekleurige mees (Baeolophus bicolor) is een zangvogel uit de familie Paridae (mezen).

## Kenmerken
De vogel wordt 15 cm lang en heeft een grauwe bovenzijde en een witte onderkant met roestkleurige flanken. De korte, krachtige snavel is zwart. De roep is Pieter - Pieter - Pieter.

## Verspreiding en leefgebied
De soort komt voor in Noord-Amerika van zuidoost Canada, het oosten van de Verenigde Staten tot het noordoosten van Mexico. De tweekleurige mees komt voor in bossen en het struikgewas.

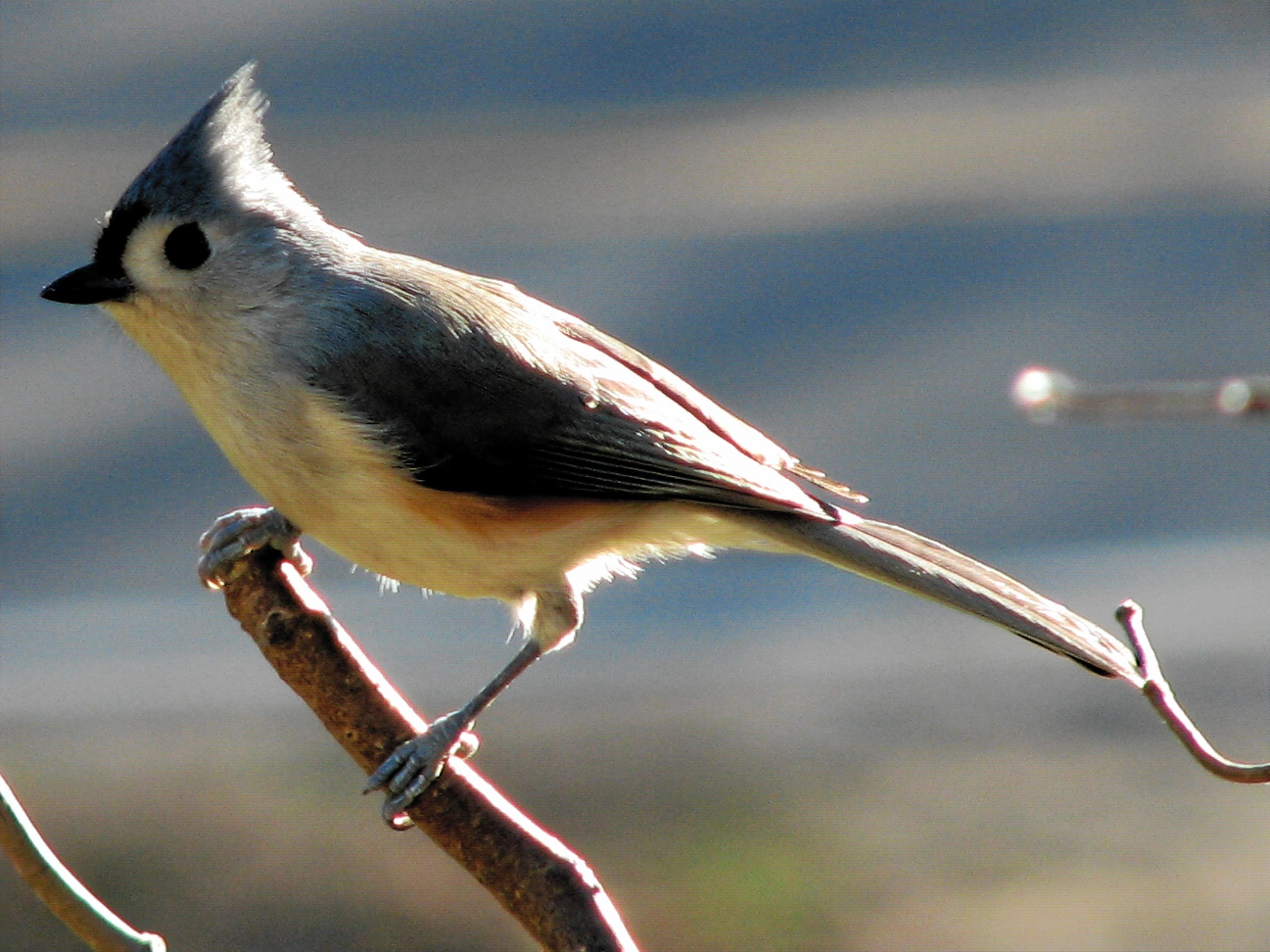
Tweekleurige mees, Ohio